# Maxakalisaurus
Maxakalisaurus („ještěr (domorodého kmene) Maxakali“) byl rod sauropodního dinosaura z kladu Lithostrotia, žijícího v období svrchní křídy (geologický stupeň kampán, asi před 80 miliony let) na území dnešní Brazílie (stát Minas Gerais).

## Objev
Byl formálně popsán v roce 2006 na základě fosilního materiálu, objeveného v sedimentech geologického souvrství Adamantina. V září roku 2018 zachvátil budovu muzea v Rio de Janeiru rozsáhlý požár a osud holotypu maxakalisaura (i mnoha jiných fosilních exponátů) není dosud známý.

## Systematické zařazení

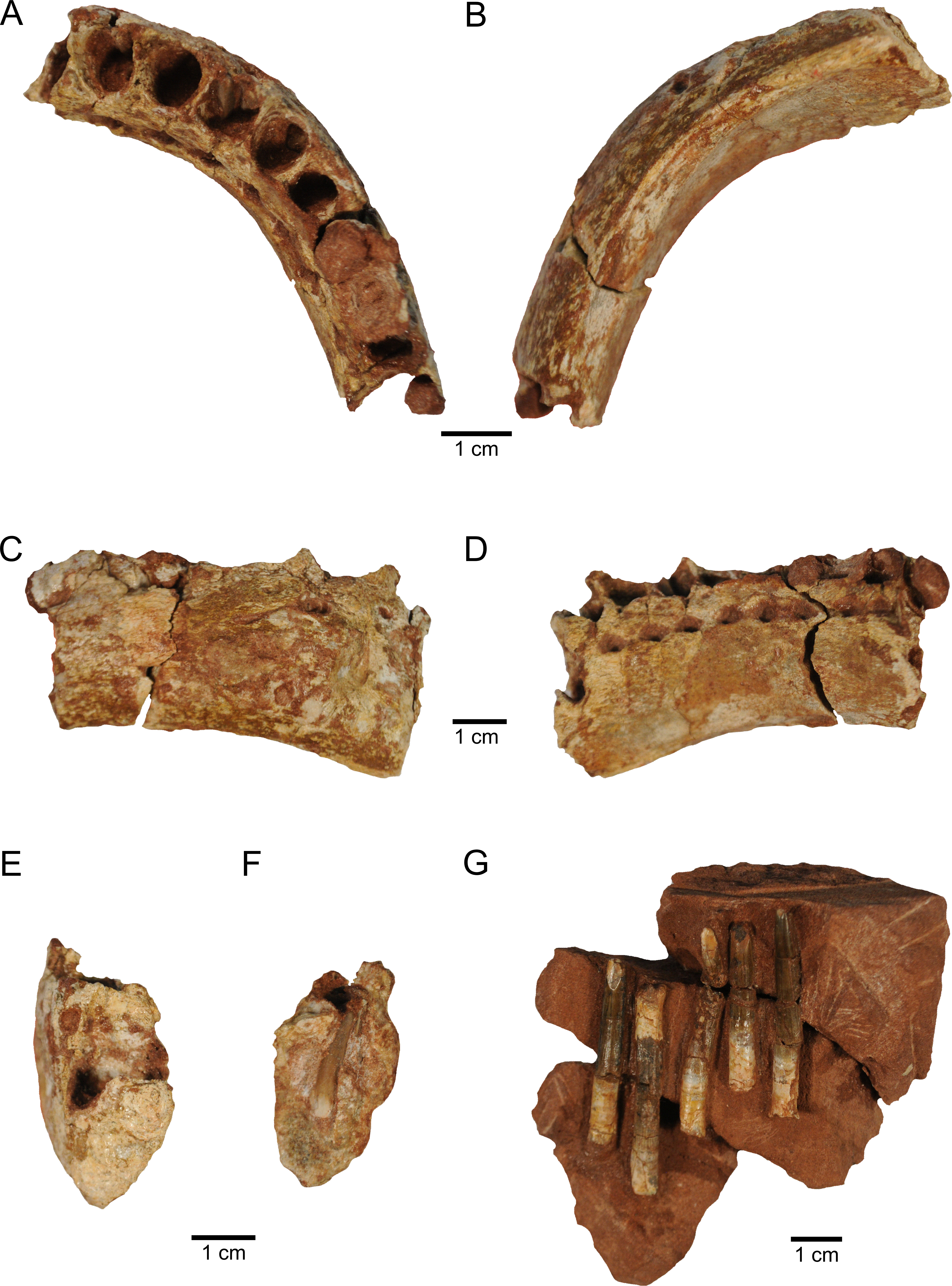
Maxakalisaurus - fosilní čelist.

Typový druh M. topai spadal do kladu Titanosauria a Lithostrotia. Podle vědecké studie z roku 2016 byl zástupcem tribu Aeolosaurini a jeho nejbližšími příbuznými tak byly rody Aeolosaurus, Gondwanatitan, Rinconsaurus a Panamericansaurus (spadající do stejného kladu).

## Rozměry
Maxakalisaurus patří k největším známým dinosaurům, objeveným dosud na území Brazílie. Jeho délka dosahovala podle některých odhadů až kolem 20 metrů a hmotnost zhruba 15 tun.
Podle jiných odhadů byl však tento sauropod podstatně menší a při délce kolem 13 metrů vážil "jen" asi 5 tun. Na poměry titanosaurních sauropodů by tedy byl relativně malým druhem.